# Ligue 1 2010-2011 (Algeria)
Il Campionato algerino di calcio 2010-11 è stato il 49º campionato algerino di calcio. Cominciato il 24 settembre, è terminato l'8 luglio.

## Squadre partecipanti
| Società               | Città              | Stadio                      |
| --------------------- | ------------------ | --------------------------- |
| AS Khroub             | El Khroub          | Abed Hamdani Stadium        |
| ASO Chlef             | Chlef              | Boumezrag Mohamed Stadium   |
| CA Bordj Bou Arreridj | Bordj Bou Arreridj | Stade 20 Août 1955          |
| CR Belouizdad         | Algeri             | Stade 20 Août 1955          |
| ES Sétif              | Sétif              | Stade 8 Mai 1945            |
| JS Kabylie            | Tizi Ouzou         | Stade 1er Novembre          |
| JSM Béjaïa            | Bugia              | Stade de l'Unité Maghrébine |
| MC Alger              | Algeri             | Stade 5 Juillet 1962        |
| MC El Eulma           | El Eulma           | Stade Messaoud Zougar       |
| MC Oran               | Orano              | Stade Ahmed Zabana          |
| MC Saïda              | Saida              | Stade 13 Avril 1958         |
| USM Alger             | Algeri             | Omar Hammadi Stadium        |
| USM Annaba            | Annaba             | Stade 19 Mai 1956           |
| USM Blida             | Blida              | Stade Mustapha Tchaker      |
| USM El Harrach        | Algeri             | Stade 1er Novembre          |
| WA Tlemcen            | Tlemcen            | Stade Akit Lotfi            |

## Classifica finale
|  |     | Classifica finale 2010-2011 | Pti | G  | V  | N  | P  | GF | GS | DR  |
|  | --- | --------------------------- | --- | -- | -- | -- | -- | -- | -- | --- |
|  | 1.  | ASO Chlef                   | 63  | 30 | 19 | 6  | 5  | 51 | 20 | +31 |
|  | 2.  | JSM Béjaïa                  | 50  | 30 | 14 | 8  | 8  | 47 | 32 | +15 |
|  | 3.  | ES Sétif                    | 47  | 30 | 12 | 11 | 7  | 43 | 31 | +12 |
|  | 4.  | USM El Harrach              | 46  | 30 | 12 | 10 | 8  | 36 | 31 | +5  |
|  | 5.  | CR Belouizdad               | 45  | 30 | 12 | 9  | 9  | 33 | 26 | +7  |
|  | 6.  | MC Saïda                    | 42  | 30 | 11 | 9  | 10 | 33 | 35 | -2  |
|  | 7.  | MC Oran                     | 41  | 30 | 11 | 8  | 11 | 26 | 27 | -1  |
|  | 8.  | AS Khroub                   | 39  | 30 | 10 | 9  | 11 | 30 | 36 | -6  |
|  | 9.  | USM Alger                   | 38  | 30 | 9  | 11 | 10 | 32 | 28 | +4  |
|  | 10. | MC Alger                    | 37  | 30 | 8  | 13 | 9  | 30 | 28 | +2  |
|  | 11. | JS Kabylie                  | 37  | 30 | 10 | 7  | 13 | 26 | 37 | -11 |
|  | 12. | WA Tlemcen                  | 37  | 30 | 10 | 7  | 13 | 35 | 36 | -1  |
|  | 13. | MC El Eulma                 | 36  | 30 | 9  | 9  | 12 | 32 | 40 | -8  |
|  | 14. | USM Annaba                  | 36  | 30 | 10 | 6  | 14 | 23 | 34 | -11 |
|  | 15. | CA Bordj Bou Arreridj       | 29  | 30 | 8  | 5  | 17 | 21 | 46 | -25 |
|  | 16. | USM Blida                   | 29  | 30 | 7  | 8  | 15 | 16 | 30 | -14 |

### Verdetti
- ASO Chlef campione d'Algeria 2010-2011 e qualificato in Champions League 2012.
- JSM Béjaïa qualificata in Champions League 2012.
- ES Sétif qualificata in Coppa della Confederazione CAF 2012.
- USM Annaba, CA Bordj bou Arreridj e USM Blida retrocesse in Seconda Divisione algerina 2011-2012.

El Arbi Hillel Soudani (ASO Chlef) campione dei marcatori (18 reti).